# Cratère d'explosion
Pour les articles homonymes, voir Cratère.
Ne doit pas être confondu avec Cratère d'affaissement.

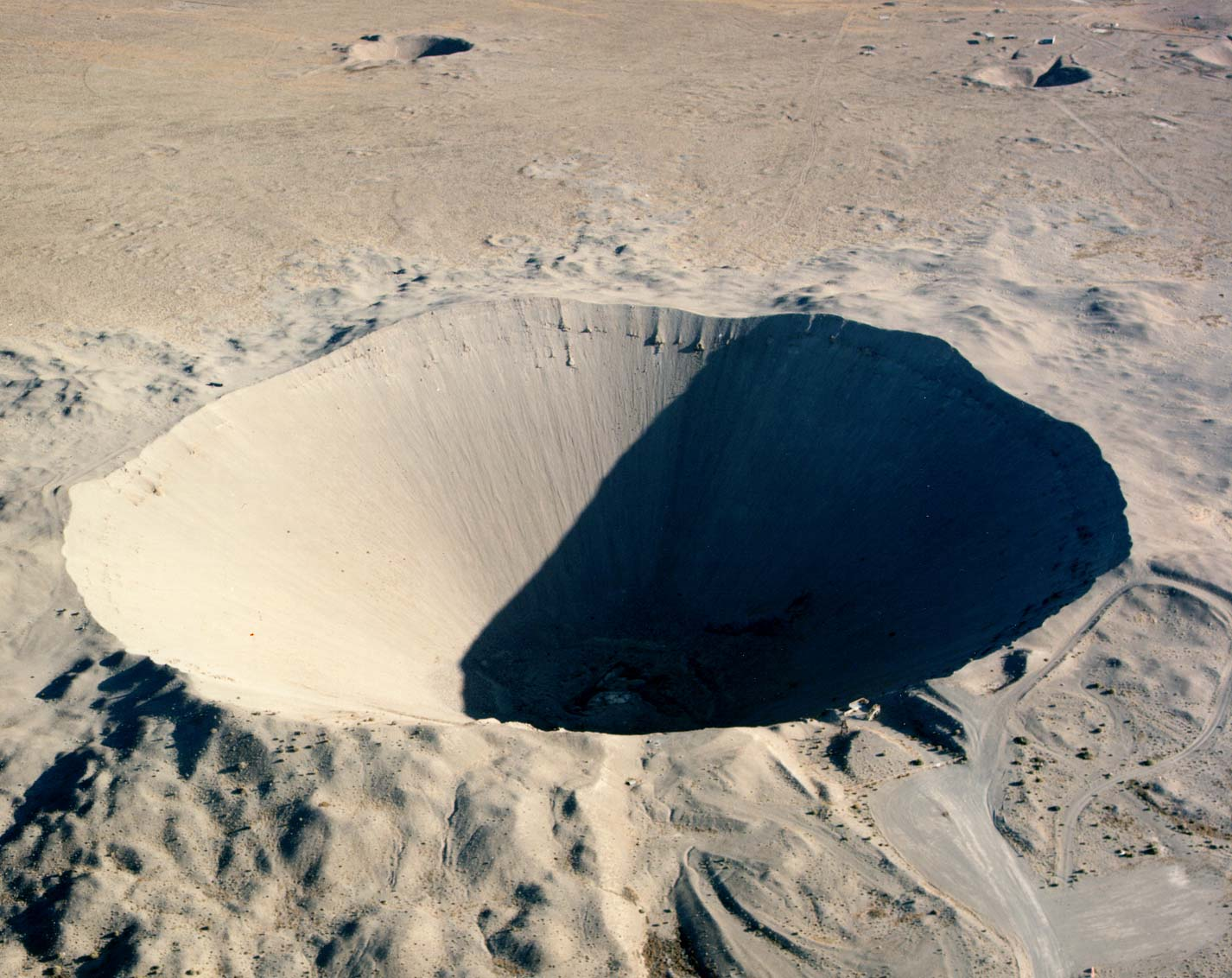
Cratère créé par l'essai nucléaire Sedan (essai souterrain peu profond) réalisé pendant l'opération Storax.

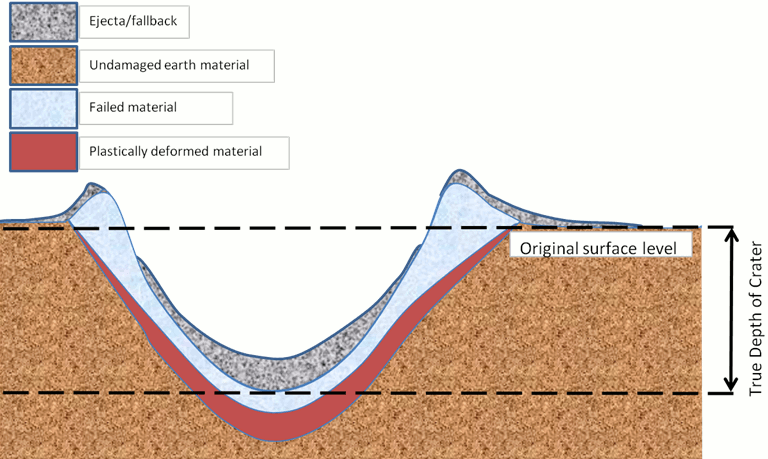
Section transversale d'un cratère formé par une explosion souterraine

Un cratère d'explosion est un trou de forme caractéristique formé lorsque la matière est éjectée de la surface du sol par un événement explosif juste au-dessus, au niveau ou au-dessous de la surface.

## Formation
Un cratère est formé par une explosion et par le déplacement et l'éjection de matière à partir du sol. Il a généralement une forme de bol. Des gaz à haute pression et des ondes de pression sont responsables de la création du cratère via trois procédés :
- la déformation plastique du sol ;
- la projection de matériaux du sol (éjectas) par l'expansion des gaz dans le sol ;
- la spallation de la surface du sol.

Deux processus le remplissent partiellement de nouveau par :
- la chute des éjectas ;
- l'érosion et les glissements de terrain de la lèvre et des murs du cratère[1].

L'importance relative des cinq processus varie en fonction de la hauteur ou de la profondeur de l’explosion par rapport à la surface du sol, et du matériau constituant le sol.